# Microregione di Recife
La microregione di Recife fa parte dello Stato del Pernambuco in Brasile, ed appartiene alla mesoregione Metropolitana do Recife.
È una suddivisione creata puramente per fini statistici, pertanto non è un'entità politica o amministrativa.

## Comuni
Comprende 8 comuni:
- Abreu e Lima;
- Camaragibe;
- Jaboatão dos Guararapes;
- Moreno;
- Olinda;
- Paulista;
- Recife;
- São Lourenço da Mata.